# Juan Vicente Aliaga
Juan Vicente Aliaga Espert (Cheste, Valencia, 14 de abril de 1959) es un comisario, historiador y  crítico de arte español, cuyo trabajo se ha centrado en las representaciones de la diversidad sexual, el arte feminista y el papel del género en la obra de artistas contemporáneos.

## Trayectoria
Se doctoró en la Facultad de Filosofía y Ciencias de la Educación de la Universitat de València en 1989. Es profesor titular en la Facultad de Bellas Artes de la Universidad Politécnica de Valencia, donde forma parte del grupo de investigación Espacio Urbano y Tecnologías de Género, y su trayectoria se ha desarrollado en el ámbito académico y el comisariado de arte contemporáneo. Ha sido corresponsal de la revista de arte Artforum, y colaborado con otras como Art Press o Lápiz.

### Años 90:De amor y rabiaeIdentidad y diferencia
En la década de los 90 realizó dos publicaciones pioneras en el ámbito español. De amor y rabia: acerca del arte y el sida (1993), editado con José Miguel G. Cortés, fue una de las primeras obras en España en tratar la crisis del sida desde una perspectiva cultural y política, y no simplemente médica. Uno de los artistas y activistas tratados en libro es Pepe Espaliú, del que Aliaga comisarió una exposición antológica en el Museo Reina Sofía en 2003. En 1997 editó, de nuevo junto a García Cortés, el volumen Identidad y diferencia: sobre la cultura gay en España. Este fue, junto a Conciencia de un singular deseo, editado por Xosé Manuel Buxán Bran ese mismo año, una las primeras obras de los estudios gays y lésbicos (e incipientemente, queer) en España. En ella Aliaga criticaba las estrategias asimilacionistas de las organizaciones LGTB+ en España, defendiendo en su lugar la necesidad de cultivar la "diferencia" de las personas homosexuales y la reapropiación de palabras como "marica" o "maricón" como herramienta política de autodefensa (como había sucedido en países angloparlantes con el término "queer"). En 1997 publicó también la colección de textos Bajo vientre, y en 1999 comisarió para el IVAM una exposición sobre Pierre Molinier, cuya obra experimentó con el travestismo y la ambigüedad sexual.

### Años 2000 en adelante: comisariado de arte feminista, de la diversidad sexual y no europeo
En los primeros años de la década de los 2000 destaca su actividad como comisario independiente. En 2004 comisarió una exposición antológica de la artista feminista alemana Hannah Höch en el MNCARS. En los años siguientes haría lo propio con La batalla de los géneros (CGAC, 2007), Políticas de la diversidad sexual en el arte (CGAC, 2009) y exposiciones sobre la obra de Martha Rosler (Centro José Guerrero, 2009) y Akram Zaatari (MUSAC, 2011). En 2011 comisaría también la muestra sobre la guerra civil y las consecuencias de la dictadura franquista Exercicis de memòria (La Panera, Lleida), y, junto a François Leperlier, una exposición sobre la obra fotográfica de la artista disidente de género Claude Cahun para el Jeu de Paume en París, posteriormente llevada al Palau de la Virreina de Barcelona y el Art Institute de Chicago.
En 2012 comisarió junto a Patricia Mayayo la exposición Genealogías Feministas en el arte español 1960-2010 en el MUSAC de León. La exposición hacía un recorrido por la historia del feminismo, el género y la presentación de lo masculino y lo femenino en el arte español, recorriendo desde un período protofeminista en los años 60 hasta la primera década del siglo XXI. En 2015 comisarió en la Fundación Mapfre la primera retrospectiva dedicada a la fotógrafa chilena Paz Errázuriz, que después se exhibió en el Museo Amparo de Puebla, el Museo Nacional de Bellas Artes de Chile y los Encuentros de Arlés; y el año siguiente, Gina Pane. Intersecciones en el museo (MUSAC).
En esta época continúa trabajando en el papel del género en arte no europeo, con los libros sobre arte latinoamericano y español y disidencia sexual y de género Desobediencias (2015) y Espejos y contraespejos (2022), y la exposición En Rebeldía. Narraciones Femeninas en el Mundo Árabe (IVAM, 2017). En 2020 comisarió Des/orden moral. Arte y sexualidad en la Europa de entreguerras (IVAM), y en 2023 publicó la monografía Un mundo perseguido (2023), sobre las transformaciones en el papel de la diversidad sexual y de género en el arte del siglo XX.

## Publicaciones

### Libros
- Aliaga, Juan Vicente; G. Cortés, José Miguel (1993). De amor y rabia: acerca del arte y el sida. Valencia: Direcció General de Promoció Cultural, Museus i Belles Arts. ISBN 84-482-1609-1.
- Aliaga, Juan Vicente; G. Cortés, José Miguel (1997). Identidad y diferencia: sobre la cultura gay en España. Barcelona: Egales. ISBN 84-7721-222-8.
- Aliaga, Juan Vicente (1997). Bajo vientre: representaciones de la sexualidad en la cultura y el arte contemporáneos. Valencia: Direcció General de Promoció Cultural, Museus i Belles Arts. ISBN 84-482-1609-1.
- Aliaga, Juan Vicente (2004). Arte y cuestiones de género: una travesía del siglo XX. San Sebastián: Nerea. ISBN 84-89569-89-4.
- Aliaga, Juan Vicente (2007). Orden fálico: androcentrismo y violencia de género en las prácticas artísticas del siglo XX. Madrid: Akal. ISBN 978-84-460-2279-4.
- Aliaga, Juan Vicente; Mayayo Bost, Patricia (2013). Genealogías feministas en el arte español. Valladolid: Junta de Castilla y León. ISBN 978-84-934916-6-6.
- Aliaga, Juan Vicente (2015). Desobediencias. Cuerpos disidentes y espacios subvertidos en el arte en América Latina y España: 1960-2010. Madrid: Egales. ISBN 978-84-15899-68-6.
- Aliaga, Juan Vicente; Navarrete, Carmen, eds. (2017). Producción artística en tiempos de precariado laboral. Tierradenadie. ISBN 978-84-938982-9-8.

- Aliaga, Juan Vicente; Martínez Oliva, Jesús (2022). Espejos y contraespejos. Trazos biográficos, diversidad sexual y arte en Hispanoamérica y España. Egales. ISBN 9788418501913.En Madrid en 2023, en la librería La Central presentando su libro "Un mundo perseguido"

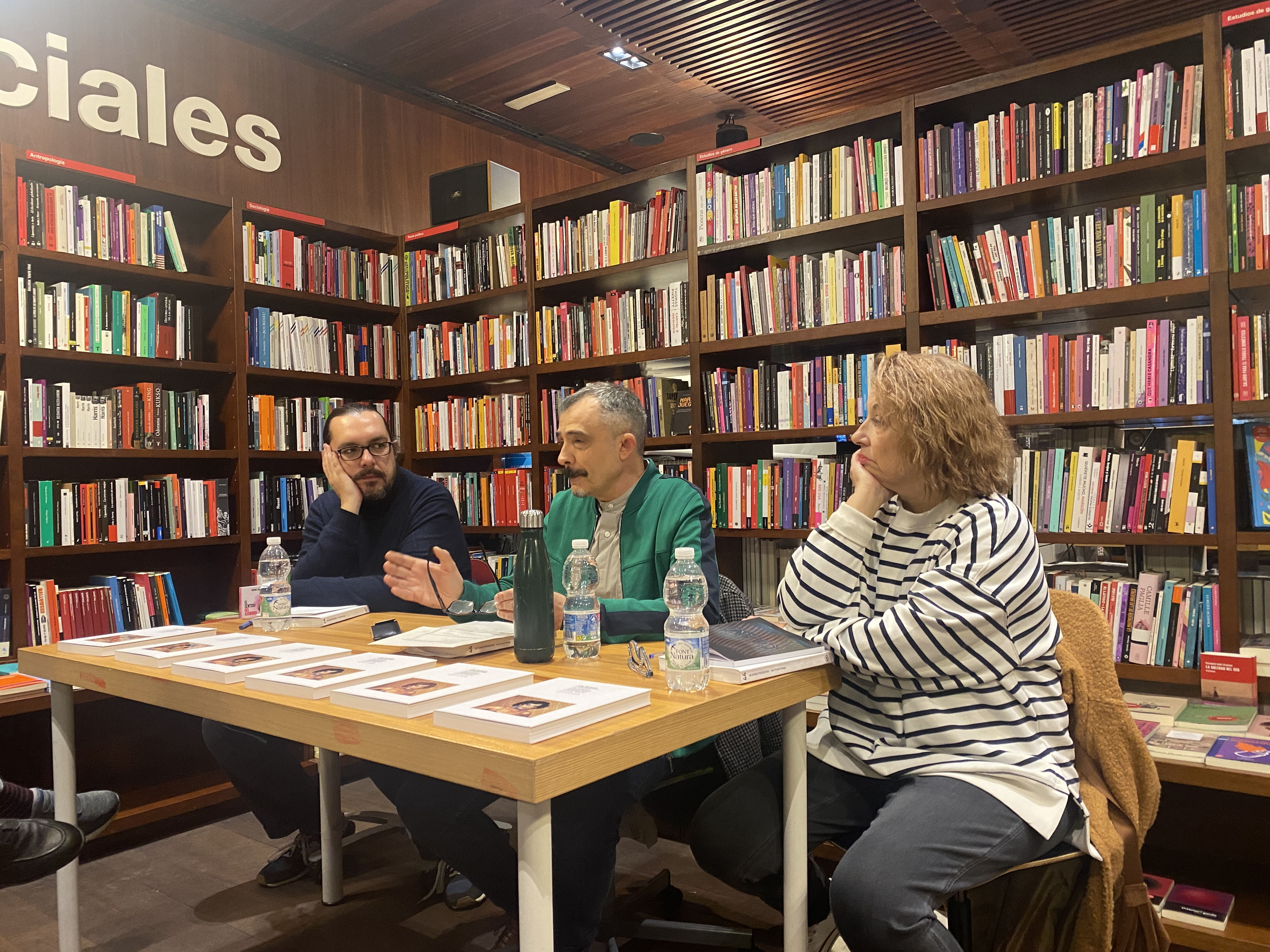
En Madrid en 2023, en la librería La Central presentando su libro "Un mundo perseguido"

- Aliaga, Juan Vicente (2023). Un mundo perseguido. Del silencio a la eclosión de la diversidad sexual y de género en el arte del siglo XX. Akal. ISBN 978-84-460-5395-8.